# Federazione pallavolistica dell'Ecuador
La Federazione ecuadoriana di pallavolo (spa. Federación Ecuatoriana de Voleibol, FEV) è un'organizzazione fondata per governare la pratica della pallavolo in Ecuador.
Organizza il campionato maschile e femminile, e pone sotto la propria egida la nazionale maschile e femminile.
Ha aderito alla FIVB nel 1951.